# Collegio elettorale di Edolo
Il collegio elettorale di Edolo è stato un collegio elettorale uninominale del Regno di Sardegna. È uno dei 16 collegi che facevano parte della provincia di Brescia e uno dei due del circondario di Breno. Comprendeva il solo mandamento di Edolo. I collegi delle provincie del Regno di Sardegna erano stati ridisegnati, dopo la seconda guerra d'indipendenza, con la legge del 20 novembre 1859.

## Dati elettorali
Nel collegio si svolsero votazioni solo per la VII legislatura. In seguito il territorio è entrato a far parte del collegio di Breno.

### VII legislatura
Le votazioni si svolsero in 387 collegi uninominali a doppio turno. Come previsto dalla legge elettorale del 20 novembre 1859, era eletto al primo turno il candidato che «riunisce in suo favore più del terzo dei voti del total numero dei membri componenti il collegio e più della metà dei suffragi dati dai votanti presenti all'adunanza» (art. 91). Se nessun candidato era eletto, al ballottaggio tra i due candidati con più voti era eletto chi otteneva il maggior numero di voti (art. 92) o, in caso di ugual numero di voti, il maggiore d'età (art. 93).
| Partito                            | Partito                            | Candidato                          | Primo turno 25 marzo 1860 | Primo turno 25 marzo 1860 | Ballottaggio 29 marzo 1860 | Ballottaggio 29 marzo 1860 |
| Partito                            | Partito                            | Candidato                          | Voti                      | %                         | Voti                       | %                          |
| ---------------------------------- | ---------------------------------- | ---------------------------------- | ------------------------- | ------------------------- | -------------------------- | -------------------------- |
|                                    | —                                  | Giambattista Giustinian            | 106                       | 82,81                     | 119                        | 99,17                      |
|                                    | —                                  | Sebastiano Tecchio                 | 11                        | 8,59                      | 1                          | 0,83                       |
|                                    | —                                  | Marco Carminati                    | 10                        | 7,81                      |                            |                            |
|                                    | —                                  | Alessandro Brentani                | 1                         | 0,78                      |                            |                            |
|                                    |                                    |                                    |                           |                           |                            |                            |
| Iscritti                           | Iscritti                           | Iscritti                           | 328                       | 100,00                    | 328                        | 100,00                     |
| ↳ Votanti (% su iscritti)          | ↳ Votanti (% su iscritti)          | ↳ Votanti (% su iscritti)          | 133                       | 40,55                     | 124                        | 37,80                      |
| ↳ Voti validi (% su votanti)       | ↳ Voti validi (% su votanti)       | ↳ Voti validi (% su votanti)       | 128                       | 96,24                     | 120                        | 96,77                      |
| ↳ Schede non valide (% su votanti) | ↳ Schede non valide (% su votanti) | ↳ Schede non valide (% su votanti) | 5                         | 3,76                      | 4                          | 3,23                       |
| ↳ Astenuti (% su iscritti)         | ↳ Astenuti (% su iscritti)         | ↳ Astenuti (% su iscritti)         | 195                       | 59,45                     | 204                        | 62,20                      |